# Chloranthales
Classification APG II (2003)
Classification APG III (2009)
Ordre
Taxons de rang inférieur
- Voir le texte

Les Chloranthales forment un ordre végétal introduit par le Angiosperm Phylogeny Website et ne contentant que la famille Chloranthaceae. Sa validité a été confirmée par la classification APG III. Cette famille était placée par la classification APG II à la base des Angiospermes, c'est-à-dire sans ordre.